# Ullersdorf (Wüstung)
Ullersdorf bezeichnet die Wüstung einer Ansiedlung aus dem frühen 13. Jahrhundert zwischen Pobershau und Rübenau im mittleren Erzgebirge.

## Lage
Das durch den Kriegwald dicht bewaldete Gelände liegt an einem nach Westen der Schwarzen Pockau zufließenden Bach, etwa 2,5 Kilometer südöstlich der abgegangenen Wehranlage Raubschloss Liebenstein.
Das Areal lässt sich am günstigsten von der östlich verlaufenden Staatsstraße 217 Ansprung–Rübenau und von dort weiter zu Fuß über Waldwege erreichen.

## Beschreibung
Die Wüstung gilt mit einer Höhenlage von mehr als 700 Metern als höchstgelegenes Relikt der Besiedelungszeit im Erzgebirge. Das Areal erstreckt sich entlang eines Baches, welcher auf alten Kartenwerken als Ullersdorfer Bach verzeichnet ist. Die Topografie lässt die Deutung als Waldhufendorf zu. Im Waldboden heben sich ein vermutlicher Hausstandort, Öfen sowie mehrere Wege ab.
Sammelfunde aus zufälligen Erdaufschlüssen datieren eine Zeitspanne von 1200 bis weit ins 14. Jahrhundert.
Mit einiger Wahrscheinlichkeit ist Ullersdorf der Wehranlage Liebenstein zuzuordnen. Es wird angenommen, dass die Wehranlage als örtlicher Stützpunkt im Kolonisationsgeschehen wirkte. Wehranlage und Siedlung gelten als am weitesten vorgeschobene Posten eines Raumes, in welchem – offenbar begünstigt durch einen böhmischen Steig – die Besiedelung in der zweiten Hälfte des 12. Jahrhunderts begann.